# Союз 7К-ВІ
Союз 7К-ВІ (рос. Союз 7К-ВИ, военно-исследовательский, військово-дослідницький), Індекс ГРАУ 11Ф73 — проєкт військово-дослідницького космічного корабля. Передбачав на різних етапах створення та виведення на орбіту Землі пілотованого космічного корабля та космічної станції військового призначення для військово-космічної діяльності.
Проєкт нереалізований через протистояння в КБ, Міністерстві оборони СРСР, та його неефективність. Результати використані при створенні інших комплексів військового призначення.

## Історія проєкту

### Передумови
1961 в рамках теми «Союз» планувалося використовувати модернізований корабель серії 3КА «Восток» для обльоту Місяця і повернення космонавта на Землю і три розгінні ракетні блоки.
За програмою «Сєвєр» розроблявся пілотований корабель 7К, на якому планувалося відпрацювати маневрування на орбіті, зближення і стикування, керований спуск апарата з аеродинамічною якістю.
24 грудня 1962 року головний конструктор ОКБ-1 Сергій Павлович Корольов підписав ескізний проєкт космічного комплексу «Союз», який складався з пілотованого двомісного космічного корабля, що успадкував від «Сєвера» позначення 7К, (цей апарат вже тоді мав зовнішній вигляд, близький до сучасних «Союзів»), ракетного розгінного блоку 9К і кораблів-танкерів 11К. Всі апарати виводилися на навколоземну орбіту ракетою-носієм 11А511 (Р-7). Спочатку на навколоземну орбіту запускався розгінний блок 9К. Потім до нього по черзі пристиковується три або чотири танкера 11К, які заправляють розгінний блок 22 тоннами палива. Останнім стартував корабель 7К з космонавтами. Після стикування 7К до розгінного блоку і відділення від 9К блоку орбітального маневрування, запускався двигун блоку 9К, і зв'язка 7К-9К вирушала в обліт Місяця.
Домогтися фінансування такого складного проєкту тільки обльоту Місяця для досягнення міжнародного пріоритету в ті роки було складно. Корольов розумів, що для успіху необхідно залучити до програми «Союз» ресурсно забезпечене і більш пріоритетне Міністерство оборони, тому запропонував створити на базі корабля 7К дві модифікації: орбітальний корабель-перехоплювач «Союз-П» і корабель для ведення розвідки з космосу «Союз-Р». ВПС і Ракетні війська підтримали ці модифікації «Союзу». Перевантажене іншими проєктами ОКБ-1 передало розробку військових варіантів «Союз-П» і «Союз-Р» самарському філіалу №3 (головний конструктор Дмитро Козлов).

### Початок робіт
За програмою «Союз-Р» філіал № 3 в 1963 році запропонував створити невелику орбітальну станцію 11Ф71 з апаратурою для фото і радіорозвідки. Базою для цієї станції став приладно-агрегатний відсік корабля 7К. Замість спускного апарата і побутового відсіку на станції 11Ф71 розміщувався відсік цільової апаратури.
24 серпня 1965 ЦК КПРС і Рада міністрів СРСР ухвалили постанову про розширення військових досліджень у космосі. Було запропоновано створити спеціальні кораблі і станції для ведення військово-дослідних робіт. Поштовхом для цього послужило розширення подібних робіт у США, які активно опрацьовували кілька військово-пілотованих програм.
10 грудня 1963 у США публічно представили проєкт пілотованої орбітальної лабораторії (англ. Manned Orbiting Laboratory). Її основною метою була оптична розвідка з космосу. Для MOL розроблялася спеціальна фотоапаратура «Key Hole-10». З'єднані разом орбітальний блок станції і пілотований корабель «Gemini В» планувалося запускати однією ракетою-носієм «Titan-3М». Перед посадкою екіпаж MOL переходив у спускний апарат «Gemini В» і відокремлював корабель від станції.
За проєктами «Союз-Р» і «Алмаз» екіпажі на орбіту доставлялися в окремих транспортних кораблях, тому термін активної роботи станції в космосі збільшувався, з'являлася можливість зміни екіпажів, для цього потрібні додаткові кораблі і ракети-носії.
На початку серпня 1965 голова ВПК Леонід Смирнов підписав розпорядження про негайний початок військових досліджень на кораблях «Восход» і будівництво спеціального корабля на базі «Союзу» (7К-ОК) із завданнями:
- візуальна і фоторозвідка;
- інспекція штучних супутників;
- можливість відбиття атаки противника;
- можливість раннього попередження про ракетно-ядерний напад.

Перший політ «Алмаз» планувався на 1968 рік, тому запропоновано зробити невеликий військово-дослідний корабель, який можна запустити раніше.
Постанова ЦК КПРС і РМ СРСР від 24 серпня 1965 встановила конкретний термін першого польоту такого корабля — 1967 рік. Корабель отримав індекс ГРАУ 11Ф73 і назву «Звєзда».
Враховуючи великий досвід робіт за програмою «Союз-Р», роботу над новим апаратом доручили Куйбишевській філії ОКБ-1. 7 липня 1966 наказом Міністра загального машинобудування № 296сс філіал № 3 визначено головним розробником з військово-дослідницького корабля. Його планували розробити на базі 11Ф615 7К-ОК. У КБ корабель отримав конструкторське позначення 7К-ВІ.
Розмови про спеціальний військовий корабель велися на різних рівнях уже майже рік. Тому ще до ухвалення Постанови від 24 серпня 1965 року в Куйбишеві встигли випустити вихідні дані та ескізний проєкт корабля 7К-ВІ і ракети-носія 11А511 для нього.
Навесні 1966 року в філіалі № 3 разом з опрацюванням нової серії розвідувальних супутників «Зеніт» почалася розробка пілотованого космічного апарата 7К-ВІ, для яких розглядали можливість використання БЦОМ в системі управління. Співробітники філіалу звернулися за допомогою до НДІПМ. Їхнім представникам на чолі з А.Меркуловим, відрядженим на тривалий час, було показано все, що НДІПМ на той час мали, а також передано матеріали, зокрема технічне завдання на БЦОМ «Салют-3». На основі ТЗ у філіалі № 3 розробили своє ТЗ на БЦОМ і видали його на опрацювання також в НДІМП.
З 1968 по 1970 рік тривала спільна робота з філією. № 3 в сфері уніфікації апаратури систем керування рухом і систем автономної навігації для кораблів комплексу «Союз ВІ» (розробки філії) та нового транспортного корабля 11Ф732 (розробки ЦКБЕМ).

## Перший варіант 7К-ВІ
Спочатку 7К-ВІ не відрізнявся від свого прототипу 7К-ОК. Він складався з відсіків у тій же послідовності, що і «Союз»: нижнього — приладно-агрегатного, де розміщувались двигун, баки з паливом, службові системи; середнього — спускного апарата для повернення на Землю космонавтів; верхнього — орбітального відсіку, в якому розташовувалася апаратура для військових досліджень.
У першому орбітальному польоті корабля «Союз 7К-ОК» наприкінці листопада 1966 відбулося багато відмов, виявилось безліч недоліків конструкції. Корабель не зміг сісти в розрахунковому районі і був підірваний системою автоматичного підриву об'єкта.
14 грудня 1966 на космодромі Байконур при спробі запустити другий безпілотний корабель «Союз 7К-ОК» сталася аварія ракети-носія. Старт був скасований, але через 27 хвилин після вимкнення двигунів носія, при зведенні ферм обслуговування несподівано спрацювала рушійна установка системи аварійного порятунку корабля. Ракета вибухнула, загинула людина. При цій аварії був присутній Дмитро Козлов. Аналіз причин аварії розкрив безліч недоліків системи аварійного порятунку.
Наприкінці 1966 року Козлов наказав повністю переглянути проєкт.
У першому кварталі 1967 були випущені нові вихідні дані на розроблення технічної документації. Новий корабель мав важити 6,6 тонни. Тривалість автономного орбітального польоту була визначена в один місяць.

### Озброєння
Оскільки Союз 7К-ВІ «Звєзда» створювалася виключно для військових операцій у космосі, згори на спускному апараті була встановлена невелика скорострільна гармата розробки радянського конструктора Нудельмана. Вона була пристосована для стрільби у вакуумі і призначалася для захисту військово-дослідного корабля від ворожих кораблів-інспекторів і супутників-перехоплювачів. Наводити гармату можна було поворотом корабля. Для прицілювання використовувався спеціальний візир.
1967 побудували спеціальний динамічний стенд. Його основою була платформа на повітряній подушці. На неї ставили макет спускного апарата з 7К-ВІ з оптичним візиром, засобами управління та кріслами космонавтів, після чого провели випробування. Ручне управління працювало ідеально, космонавт з невеликими витратами палива міг наводити корабель по візиру на будь-які цілі, гармата незначно впливала на орієнтацію корабля, яку космонавт міг швидко виправити.

### Носій
Для запуску «Звєзди»  не підходила ракета-носій 11А511 з вантажністю 6,3 тонни. Конструктори запропонували скоротити екіпаж 7К-ВІ до однієї людини. Однак завдання польоту один пілот виконати не зміг би. Другий космонавт без скафандра, але з кріслом і запасами системи життєзабезпечення важив 400 кг. В КБ Козлова розробили нову модифікацію ракети 11А511, назвавши її 11А511М «Союз-М».
21 липня 1967 ухвалено постанову ЦК КПРС і Радміну по кораблю 7К-ВІ, в якому перший політ комплексу «Звезда» був призначений на 1968 рік. У 1969 році корабель мав бути прийнятий на озброєння. У новому варіанті корабля 7К-ВІ спускний і орбітальний відсік помінялися місцями. Тепер згори розміщувалася капсула з космонавтами. Під кріслами був люк у циліндричний орбітальний відсік, який став більшим, ніж на кораблях «Союз».

### Енергосистема
Замість великих і важких сонячних батарей вирішили поставити два радіоізотопні термогенератори, як в американській військовій орбітальній станції MOL.

### Спускний апарат
Екіпаж корабля складався з 2 людей. Ложементи розташовувалися таким чином, що космонавти сиділи поруч, але назустріч один одному. Це давало змогу розмістити пульти управління на всіх стінках СА.
Розглядалася можливість установки на спускному апараті стикувального вузла. Він міг би стати в пригоді для стикування корабля зі станцією «Алмаз». Можливість створення комплексу 11Ф73 7К-ВІ+11Ф71 ОПС «Алмаз» була закріплена індексом 11Ф711.
Люк для переходу в орбітальний відсік розташовувався у днищі спускного апарата. Днище ззовні закривалося термостійким екраном для захисту від величезних температур, що виникають через гальмування в атмосфері при посадці на Землю. Випробування у філії № 3 показали, що такий люк не загрожує життю екіпажу, може витримати посадку і не прогоріти по шву.

### Орбітальний відсік
В орбітальному відсіку мало розташовуватися обладнання та прилади для військових досліджень. На бічному ілюмінаторі стояв головний прилад корабля — оптичний візир ОСК-4 з фотоапаратом. Космонавт, що всівся за візир в спеціальне сідло, нагадував велосипедиста. Він міг спостерігати за земною поверхнею, а потрібні місця фотографувати. На ілюмінатор можна було встановити комплекс «Свинець» для спостереження за запусками балістичних ракет. На зовнішній поверхні орбітального відсіку на довгій штанзі встановлювався пеленгатор для виявлення супутників-перехоплювачів при їхньому наближенні і для ведення радіотехнічної розвідки.

## Закриття програми
13 жовтня 1967 року Генеральний конструктор ЦКБЕМ Мішин надіслав листа Міністру загального машинобудування Афанасьєву та голові Військово-промислової комісії Смирнову, в якому прохав закрити програму 7К-ВІ і за її рахунок у 1968 році створити додатково 8–10 кораблів «Союз».

### Зауваження до проєкту
Нарікання викликало розташування люка в теплозахисному днищі спускного апарата 7К-ВІ. У січні 1967 року під час другого випробувального безпілотного польоту корабля 7К-ОК під назвою Космос-140 в його днищі через порушення технології кріплення однієї з заглушок прогоріли теплозахисний екран і днище. Апарат приводнився в Аральському морі. У прогорілий отвір надходила вода, спускний апарат затонув.
Радіоізотопні термогенератори енергії викликали занадто великі побоювання щодо радіаційної безпеки екіпажу. Слід було передбачити захист в штатному 30-добовому польоті і в позаштатних аварійних ситуаціях.

### Спроби закриття програми
Мішин запропонував новий проєкт орбітальної дослідної станції 11Ф730 «Союз-ВІ». Станція складалася з орбітального блоку 11Ф731 ОБ-ВІ і корабля постачання 11Ф732 7К-С. Останній пропонувалося створити на базі наявного «Союза 7К-ОК». Пропонувалося розробити модифікації корабля 7К-С для автономних польотів за військовими програмами: — 11Ф733 7K-CI для короткочасних досліджень; — 11Ф734 7K-C-II для тривалих польотів. Для постачання орбітальної дослідної станції 11Ф730 «Союз-ВІ» передбачалося створити на базі 7К-С вантажний транспортний корабель 7К-СГ 11Ф735. У майбутньому з цього варіанту з'явився вантажний корабель «Прогрес». Внаслідок затримки створення 7К-З його базою став корабель 11Ф6157К-Т.
9 січня 1968 за вказівкою Міністерства загального машинобудування Дмитро Ілліч Козлов підписав наказ № 51 по підприємству про припинення робіт з військово-дослідного комплексу 7К-ВІ 11Ф73 і про початок робіт з орбітального блоку 11Ф731 ОБ-ВІ орбітальної дослідної станції 11Ф730 (комплекс «7К-С» — ОБ-ВІ).

### Спроби захистити проєкт
На захист проєкту став загін військових космонавтів. 27 січня 1968 Микола Каманін разом з Юрієм Гагаріним, Германом Титовим, Павлом Поповичем, Валерій Биковський, Павлом Бєляєвим і Олексієм Леонов вирушили на прийом до першого заступника міністра оборони СРСР маршала Івана Гнатовича Якубовського. Бесіда з маршалом тривала понад півтори години. Якубовський уважно вислухав прохання космонавтів і обіцяв допомогти.
Каманін і космонавти доповіли маршалу про неспокій, викликаний відставанням СРСР від США у військових дослідженнях, і про дії головного конструктора Василя Мішина, який гальмує виконання рішення Уряду щодо будівництва військово-дослідного корабля 7К-ВІ і намагається підірвати авторитет орбітальної станції «Алмаз», споруджуваної Челомеєм. Маршал обіцяв поговорити з головою ВПК Леонідом Васильовичем Смирновим і висловив намір викликати до себе головного конструктора Мішина та Міністра загального машинобудування Афанасьєва. Одночасно він сказав, що знає з досвіду про всі труднощі боротьби з головними конструкторами і просив допомогти йому докладно підготувати всі матеріали для цих розмов.

### Остаточне закриття програми
17 лютого 1968 року проєкт «Звєзда» був остаточно закритий. Того дня в Генеральному штабі Міністерства оборони СРСР на засіданні НТК Генерального штабу відбулася Науково-технічна рада з корабля 7К-ВІ. Обговорювалася пропозиція головного конструктора Мішина: не будувати військово-дослідний космічний корабель 7К-ВІ, а замість нього побудувати військово-дослідний корабель на базі «Союзу». Цю пропозицію підписали Мішин та головний конструктор 7К-ВІ Козлов. 
Мішин пообіцяв побудувати новий корабель в 1969 році.
В грудні 1969 року ЦКБЕМ і Філевська філія ОКБ-52 почали розробку проєкту довготривалої орбітальної станції ДОС-7К. Замовником ДОС-7К формально стала Академія Наук СРСР.
9 лютого 1970 ухвалено постанову ЦК КПРС і Ради Міністрів СРСР № 105-41, яка передбачала на основі виготовлених корпусів орбітальної станції «Алмаз», створюваних на замовлення ОКБ-52 Машинобудівним заводом імені Хрунічева, спрощеної цивільної станції. На підставі постанови було видано наказ Міністра загального машинобудування № 57сс від 16 лютого 1970 року, який передбачав передачу з ОКБ-52 в ЦКБЕМ шести готових льотних і технологічних корпусів орбітальної станції «Алмаз».

## Спадок програми
У III і IV кварталах 1967 року в Куйбишевській філії був розроблений аванпроєкт супутника фоторозвідки 11Ф624 «Янтар-2К», при розробці якого використано досвід роботи над 7К-ВІ.